# 恐竜恒温説
恐竜恒温説（きょうりゅうこうおんせつ）は、恐竜が恒温動物であるという学説である。

## 概要
1970年代半ば以降に、アメリカ合衆国の古生物学者、ジョン・オストロムや、その愛弟子として知られるロバート・T・バッカーが「恐竜の少なくとも一部は、従来考えられてきた変温動物ではなく、恒温動物だったのではないか？」と提唱した学説である。
当時は、哺乳類や鳥類のような高等な動物は恒温動物であり、爬虫類などの下等な生物は変温動物と考えられていた。恒温動物は気温に関係無く活発に活動できるが、変温動物は気温が低い場合は体温も低下し、活動が鈍くなる。そのため変温動物である恐竜も、極めて鈍重な動物であると考えられた。オストロムやバッカーはそういった従来の説に異を唱え、活発に活動する恐竜像を提示した。これは恐竜に関する従来のイメージを大きく覆すものとみなされ、発表直後から大きな反響を呼び、侃々諤々の議論を巻き起こした。恒温動物である恐竜は、変温動物である爬虫類の一種として分類するのは不適切であり、それとは別の恐竜類として定義すべきとの意見も出された。

## 鳥類との関係
また当時は、鳥類の祖先が恐竜か否かという事も学術上の議論となっており、それともからめての論争となった。鳥類の祖先が恐竜だと主張する立場からは、恐竜を爬虫類に分類するのではなく、「恐竜鳥類」として、鳥類と同じ分類とすべしとの提案もなされた。

## その後
その後の研究により鳥類の祖先が恐竜（獣脚類）であり、鳥類は恐竜の現生系統である事が明らかになった。特に1990年代半ば以降、俗に言う「羽毛恐竜」の化石が発見されたことが、それを裏付けている。羽毛は鳥類の体温維持に大きな役割を果たしており、当然ながら羽毛を持った恐竜も体温維持能力は高いと考えられる。羽毛を有するから恒温動物であると断定はできないが（後述も参照）、少なくとも恐竜の一部は恒温動物である可能性が高い。
これに関連して恐竜の祖先筋にあたるエリスロスクスのような三畳紀の主竜類にも、恒温性ではないかとする疑いが持たれた。実際アリゲーターのような現生のワニ類の心臓を調べてみたところ、過去に恒温性を保持していた痕跡が見つかっている。
一方、恐竜の中でも特に巨大なものは、その性質上、体温は自然に維持される事になる。むしろ体温を適切に保つためには、余分な体温を放出する事のほうが、より重要な課題になると考えられている。
また、「哺乳類・鳥類は恒温動物で、それ以外の動物は変温動物」という従来の見方も妥当ではないとされた。保温に適した羽毛や毛皮を持つ哺乳類・鳥類にも体温変動が激しい種が存在する事、それ以外の動物にも体温が一定の種が存在する事が確認された。鳥類のカッコウ類や哺乳類のナマケモノ類などは体温維持能力が低い。一方で爬虫類のウミガメ類は体温維持能力が高い事が確認されている。
現在では、体温調節能力を基準として、生物を恒温動物と変温動物に分類することは、大きな意味は無いとされる。